# Solegnathus spinosissimus
Solegnathus spinosissimus är en fiskart som först beskrevs av Günther 1870.  Solegnathus spinosissimus ingår i släktet Solegnathus och familjen kantnålsfiskar. IUCN kategoriserar arten globalt som otillräckligt studerad. Inga underarter finns listade i Catalogue of Life.